# Die Jungen Tenöre

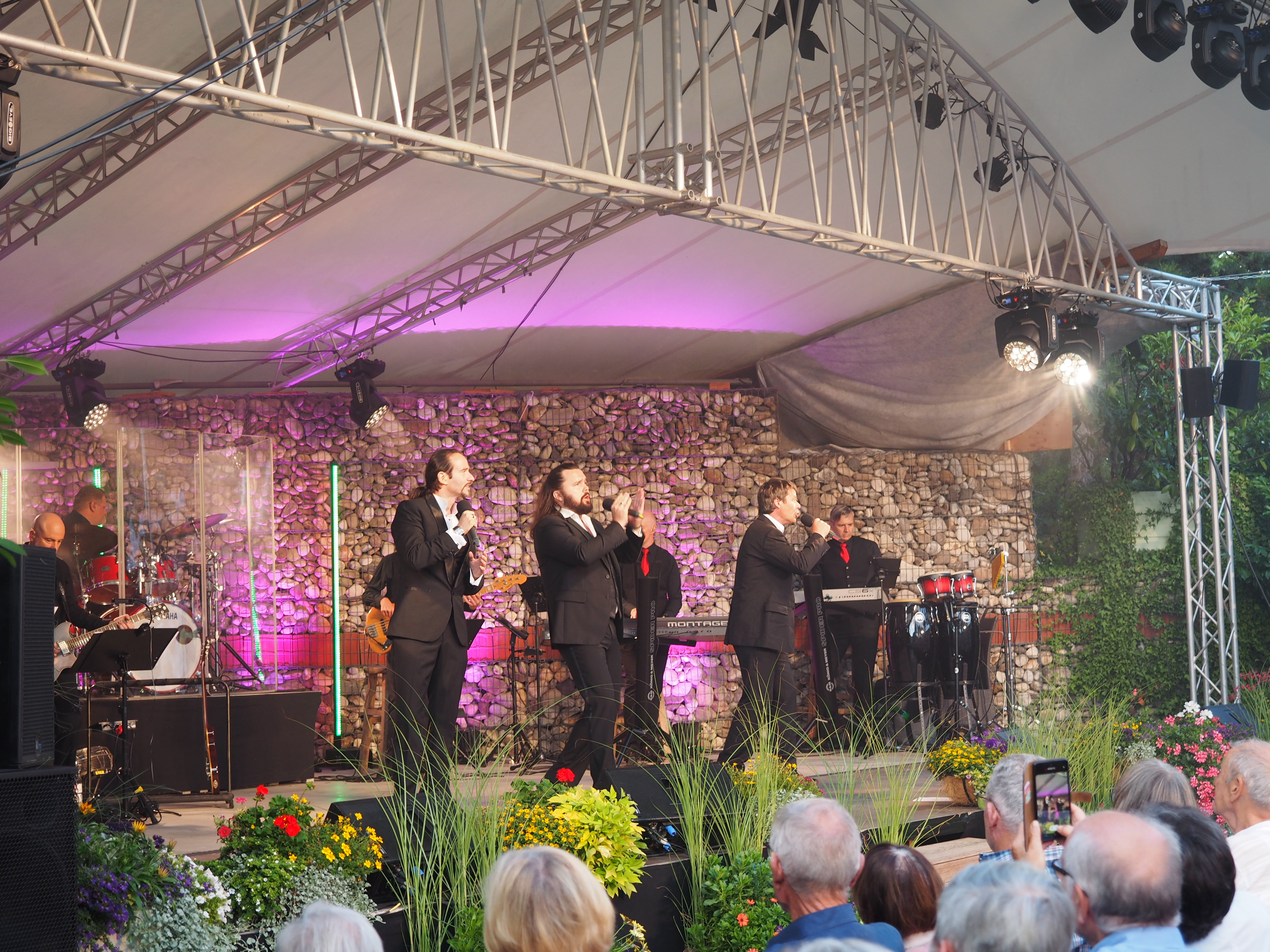
Die Jungen Tenöre in den Kittenberger Erlebnisgärten am 1. September 2023 mit Der Wolfgang Lindner Band

Die Jungen Tenöre sind ein Gesangstrio, bestehend aus den drei Tenören Ilja Martin, Carlos Sanchez und Matthias Eger.

## Entstehung und musikalisches Wirken
Im Jahre 1997 wurden die Sänger Bernhard Hirtreiter, Hans Hitzeroth und Thomas Kiessling nach einem Vorsingen ausgewählt, die Titelmelodie (Love is waiting) für die TV-Sendung Herzblatt aufzunehmen. Die Moderation der Sendung wechselte zu diesem Zeitpunkt gerade von Rainhard Fendrich zur ehemaligen Opernsängerin Hera Lind. Ursprünglich nur als einmaliges Studiotrio gedacht, wurde die Idee, mit klassisch ausgebildeten Stimmen Pop und Klassik zu verschmelzen, weitergeführt. Die Gruppe erhielt den Namen Hearts and Roses. Sie nahmen am deutschen Vorentscheid des Eurovision Song Contests 1998 mit dem Lied Du bist ein Teil von mir teil. Während der Proben wurde das Trio in Die Drei Jungen Tenöre umbenannt. Nach einem Vergleich mit den drei Tenören musste der Name in Die Jungen Tenöre geändert werden. 2001 sang das Trio das Lied der ARD-Fernsehlotterie Ein Platz an der Sonne. Im Januar 2003 schied Thomas Kiessling aus der Gruppe aus und wurde durch den Tenor Hubert Schmid ersetzt. In dieser Formation erschienen die CDs Viva Italia, Söhne des Amor und Beswingliche Weihnacht. Ende 2006 verließ Bernhard Hirtreiter die Gruppe und wurde durch den Berliner Tenor Ilja Martin ersetzt. Die erste CD der neuen Formation (Die Liebe siegt) erschien im Mai 2007. Weitere CDs folgten 2009 und 2012.
Nach 14 Jahren beendeten Hans Hitzeroth und Hubert Schmid Ende 2017 ihre Tätigkeit bei den Jungen Tenören. Die bisherige Formation der Jungen Tenöre löste sich zum gleichen Zeitpunkt auf.
Der Berliner Tenor Ilja Martin, der seit 2006 zur Formation gehört, führte nun das erfolgreiche Trio erneut unter dem Namen "Die 3 Jungen Tenöre", mit Carlos Sanchez aus Dresden und Matthias Eger aus Leipzig, weiter.
Nach der Corona-Zwangspause und der Trennung vom bisherigen Management touren die Sänger wieder unter dem Namen "Die Jungen Tenöre".
Am 4. Oktober 2024 erschien ihre neueste CD. 

## Diskografie
Alben
- 1998: Die jungen Tenöre (AT: Gold)[3]
- 1999: Vergiss die Liebe nicht
- 2000: Stimmen
- 2001: Cara Mia – Ihre größten Erfolge
- 2002: Schlagergold
- 2002: Eine Weihnachtsreise
- 2004: Viva Italia
- 2005: Söhne des Amor
- 2005: Beswingliche Weihnacht
- 2007: Die Liebe siegt
- 2007: Festliche Abendmusik
- 2009: Pop Classics
- 2012: Schön wie der Tag
- 2024: Best of